# Отрочество (фильм)
«О́трочество» (англ. Boyhood) — американский эпический драматический фильм о взрослении 2014 года, режиссёра и сценариста Ричарда Линклейтера с Патрисией Аркетт, Элларом Колтрейном, Лорелей Линклейтер, Итаном Хоуком в главных ролях. Снятый с 2002 по 2013 год, фильм рассказывает о детстве и юности Мейсона Эванса-младшего (Колтрейн) в возрасте от шести до восемнадцати лет, когда он вырос в Техасе с разведёнными родителями (Аркетт и Хоук). Дочь Ричарда Линкейтера Лорелей играет сестру Мейсона Саманту.
Производство началось в 2002 году и завершилось в 2013 году, с целью Линклейтера снять фильм о взрослении. Проект начался без завершённого сценария, только с основными точками сюжета и первоначальной концовкой. Линклейтер разрабатывал сценарий на протяжении всего производства, написав часть фильма в следующем году после повторного просмотра прошлогодних сцен. Он включил изменения, которые видел в каждом актёре, в сценарий, а также позволил всем основным актёрам участвовать в процессе написания, включив их жизненный опыт в истории своих персонажей.
Премьера фильма состоялась на кинофестивале «Сандэнс» в 2014 году и 11 июля 2014 года в широкий прокат. Фильм участвовал в основной конкурсной секции 64-го Берлинского международного кинофестиваля, где Линклейтер получил премию «Серебряный медведь» за лучшую режиссуру. Он получил всеобщее признание критиков, похваливших актёрскую игру, сценарий и режиссуру Линклейтера, а также сюжет. Он также был номинирован на пять премий «Золотой глобус», выиграв лучший фильм — драма, лучшую режиссёрскую работу и лучшую женскую роль второго плана за Аркетт; пять премий «BAFTA», выиграв за лучшую режиссуру и лучший фильм; и шесть премий «Оскар», выиграв лучшую женскую роль второго плана за Аркетт. На «Metacritic» это самый рецензируемый фильм, вышедший в 2014 году, 2010-х и 21-м веке, и в настоящее время является последним фильмом, получившим редкую оценку 100 из 100 на том же веб-сайте.

## Сюжет
Фильм повествует об истории жизни Мейсона, его детстве и юности. Мейсон живёт в Техасе вместе с матерью и старшей сестрой Самантой. Он переживает развод родителей, случившийся из-за алкоголизма отца, повторный брак матери и ещё один развод.
Мальчик увлекается музыкой, Гарри Поттером и «Звёздными войнами». В подростковом возрасте знакомится с выпивкой и марихуаной. Затем у Мейсона возникает влечение к противоположному полу, он начинает встречаться с девушкой по имени Шина. После окончания старшей школы юноша поступает в колледж. В финальной сцене фильма Мейсон со своей новой знакомой Николь гуляет по парку Биг-Бенд и рассуждает о мимолетности бытия.
История охватывает двенадцать лет самой обычной жизни (от первого класса в школе до первого дня в колледже) и складывается из небольших эпизодов, показывающих взросление и отношения с родителями ребёнка, подростка, юноши. Сюжет разворачивается на фоне меняющегося времени, американской истории, политики и культуры — от войны в Ираке до президентства Барака Обамы.

## В ролях
- Эллар Колтрейн — Мейсон Эванс-младший
- Лорелей Линклейтер[англ.] — Саманта Эванс
- Итан Хоук — Мейсон Эванс-старший, их отец
- Патрисия Аркетт — Оливия Эванс, их мать
- Либби Виллари[англ.] — мать Оливии
- Брэд Хокинс[англ.] — Джим
- Шейн Грэм — Стэнли
- Марко Перелла[англ.] — Билл Уэлброк
- Чарли Секстон[англ.] — Джимми
- Ник Краузе[англ.] — Чарли

## Производство

### Разработка
В мае 2002 года Линклейтер сказал, что этим летом он начнёт снимать неназванный фильм в своём родном городе Хьюстон. Он планировал собрать актёрский состав и съемочную группу на несколько недель съёмок ежегодно в течение 12 лет. Он сказал: «Я давно хотел рассказать сюжет отношений между родителями и детьми, который рассказывает о мальчике с первого по 12-й класс и заканчивается тем, что он уходит в колледж. Но дилемма заключается в том, что дети так сильно меняются, что невозможно покрыть столько земли. И я полностью готов адаптировать сюжет к тому, через что он проходит». IFC, дистрибьютор фильма, взяла на себя обязательство по бюджету фильма в размере 200 000 долларов США в год, или 2,4 миллиона долларов в течение 12-летнего периода съёмок.

### Кастинг
Линклейтер нанял шестилетнего Колтрейна, чтобы тот сыграл мальчика. Актеры не смогли подписать контракты на фильм из-за закона Де Хавилланда, который делает незаконным контракт с кем-то, работающим больше семь лет. Линклейтер сказал Хоук, что ему придется закончить фильм, если Линклейтер умрёт.

### Съёмки и сценарий
Съёмки начались без законченного сценария. Линклейтер подготовил основные сюжетные моменты каждого персонажа и концовку, включая финальную сцену, но в остальном писал сценарий для съёмок в следующем году после пересмотра сцен предыдущего года, включая изменения, которые он видел в каждом актёре. Все основные актёры участвовали в процессе написания сценария, внося свой жизненный опыт; например, персонаж Хоука основан на его отце и отце Линклейтера — оба техасские страховые агенты, которые развелись и снова женились, а персонаж Аркетт основан на её матери, которая возобновила позднее своё образование и стала психотерапевтом.
Несмотря на нетрадиционный процесс написания сценария, Линклейтер заявил, что он имел в виду общую сюжетную линию, и что актёры не изменили общее направление сюжета:
Люди думают, что я спросил Эллар: «Что ты делал в школе на днях? Давай устроим сцену об этом!» Этого никогда не было. Время, которое мы провели вместе, было просто тем, что я оценил, где он находится в своей жизни — о чём он беспокоился и что он делал. Тогда я бы подумал, может быть, мы могли бы перенести поход, и мы могли бы сделать то или то.
Сценарии для некоторых сцен иногда заканчивались за ночь до съёмок. По словам Хоука, обсуждение возможности дополнительных фильмов «Звёздные войны» является «единственным честным им импровизированным моментом в фильме». Актёры и съёмочная группа собирались один или два раза в год, в разные даты, чтобы делать съёмки в течение трёх или четырёх дней. Производственная команда потратила примерно два месяца на предпроизводство и один месяц на постпроизводство каждый год. Когда Аркетт стала главной ролью в телесериале «Медиум», она снимала свои сцены по выходным.
Хоук сказал в 2013 году:
Это Толстой по масштабу. Я думал, что «Перед рассветом» был самой уникальной вещью, в которой я когда-либо участвовал, но Рик вовлёк меня во что-то ещё более странное. Делать сцену с молодым мальчиком в возрасте семи лет, когда он говорит о том, почему умирают еноты, и в возрасте 12 лет, когда он говорит о видеоиграх, и 17 лет, когда он спрашивает меня о девушках, и чтобы это был один и тот же актёр — смотреть, как его голос и тело меняются — это немного похоже на замедленную съёмку человека.
Хотя Линклейтер называл проект «Отрочество» в первые годы производства, а 2013 году он остановился на названии «12 лет», но был вынужден переименовать его из-за выхода фильма «12 лет рабства» годом ранее. Учитывая возможность того, что обстоятельства или доступность актёров могут измениться в течение длительного периода производства, Линклейтер также заметил, что фильм также мог быть назван «Материнство», «Отчество» и т.д.. Хоук был поражён тем, что продюсеры «всё ещё имели свою работу» на завершении фильма, несмотря на то, что «(приходилось) прятать пару сотен тысяч долларов в год в течение более десяти лет, пока мы медленно снимали этот фильм». Несмотря на риски, Линклейтеру был предоставлен необычный уровень свободы с производством, никогда не показывать IFC работу по мере её продвижения.
Художник по костюмам Кари Перкинс должен был каждый год пересматривать сцены, чтобы убедиться, что не будет случайных повторений и создать «поток» для костюмов.
Обсуждая формат съёмок, в интервью Линклейтер рассказал, насколько он настаивал на съемках 35-мм киноплёнке:
Мы очень намеренно снимали одинаково, просто чтобы получить единый вид. 35-мм негатив — это самая стабильная вещь, которую вы могли бы снимать. У нас это было с самого начала. Я помню, что это даже не вопрос. Вы знаете форматы HD, они мне совсем не очень понравились. Они мне просто не нравятся. Но они сильно меняются. Фильм будет иметь шесть разных взглядов, если мы попытаемся не отставать.

### Дистрибуция
IFC Films владела правами на домашний прокат фильма, Mongrel Media распространяла фильм в Канаде, Universal Pictures приобрела права международный прокат фильма во всех других странах, за исключением Франции и Бенилюкса, этот фильм был частью усилий Питера Куявского по прокату фильма Кэтрин Бигелоу «Цель номер один» и фильма Мартина Скорсезе «Волк Уолл-стрит» за пределами США.

## Отзывы и оценки
Фильм был высоко оценён мировой кинопрессой. На основе более 200 рецензий на сайте Rotten Tomatoes рейтинг «Отрочества» составил 97 %, и картина возглавила итоговый список лучших фильмов 2014 года по данным агрегатора. «Отрочество» также признано лучшим фильмом 2014 года по версии британского киножурнала Sight & Sound и американского Film Comment.
Variety уподобил творение Ричарда Линклейтера микрокосму, воплощённому архетипической американской семьёй, и нашёл в нём влияние трилогии Толстого «Детство», «Отрочество», «Юность». В сюжете, в котором трудно выделить некую основную линию, происходит «всё и ничего». Повествование как временная капсула заключает череду событий, которым предстоит стать самыми яркими воспоминаниями. Обозреватель Los Angeles Times сравнил картину со своеобразным воплощением «Шоу Трумена» в реальности.
По подсчётам агрегатора Metacritic, «Отрочество» стало самым высоко оценённым фильмом 2010-х (50 рецензий, и все положительные), а также вошло в топ-10 фильмов, которые чаще всего называли лучшими фильмами десятилетия.

## Награды
| Награды и номинации                         | Награды и номинации                                       | Награды и номинации  | Награды и номинации              | Награды и номинации |
| Награда                                     | Категория                                                 | Номинант             | Результат                        |                     |
| ------------------------------------------- | --------------------------------------------------------- | -------------------- | -------------------------------- | ------------------- |
| 64-й Берлинский международный кинофестиваль | «Золотой медведь» (главный приз)                          |                      | Номинация                        |                     |
| 64-й Берлинский международный кинофестиваль | «Серебряный медведь» за лучшую режиссёрскую работу        | Ричард Линклейтер    | Победа                           |                     |
| «Готэм»                                     | «Лучший фильм»                                            |                      | Номинация                        |                     |
| «Готэм»                                     | «Лучшая мужская роль»                                     | Итан Хоук            | Номинация                        |                     |
| «Готэм»                                     | «Лучшая женская роль»                                     | Патрисия Аркетт      | Номинация                        |                     |
| «Готэм»                                     | «Прорыв года»                                             | Эллар Колтрейн       | Номинация                        |                     |
| Премия британского независимого кино        | «Лучший международный независимый фильм»                  |                      | Победа                           |                     |
| «Независимый дух»                           | «Лучший фильм»                                            |                      | Номинация                        |                     |
| «Независимый дух»                           | «Лучшая режиссёрская работа»                              | Ричард Линклейтер    | Победа                           |                     |
| «Независимый дух»                           | «Лучшая мужская роль второго плана»                       | Итан Хоук            | Номинация                        |                     |
| «Независимый дух»                           | «Лучшая женская роль второго плана»                       | Патрисия Аркетт      | Победа                           |                     |
| «Независимый дух»                           | «Лучший монтаж»                                           | Сандра Адэр          | Номинация                        |                     |
| «Золотой глобус»                            | «Лучший фильм — драма»                                    |                      | Победа                           |                     |
| «Золотой глобус»                            | «Лучшая режиссёрская работа»                              | Ричард Линклейтер    | Победа                           |                     |
| «Золотой глобус»                            | «Лучшая мужская роль второго плана»                       | Итан Хоук            | Номинация                        |                     |
| «Золотой глобус»                            | «Лучшая женская роль второго плана»                       | Патрисия Аркетт      | Победа                           |                     |
| «Золотой глобус»                            | «Лучший сценарий»                                         | Ричард Линклейтер    | Номинация                        |                     |
| «Спутник»                                   | «Лучший фильм»                                            |                      | Номинация                        |                     |
| «Спутник»                                   | «Лучшая режиссёрская работа»                              | Ричард Линклейтер    | Победа                           |                     |
| «Спутник»                                   | «Лучшая мужская роль второго плана»                       | Итан Хоук            | Номинация                        |                     |
| «Спутник»                                   | «Лучшая женская роль второго плана»                       | Патрисия Аркетт      | Победа                           |                     |
| «Спутник»                                   | «Лучший оригинальный сценарий»                            | Ричард Линклейтер    | Номинация                        |                     |
| «Спутник»                                   | «Лучшая песня»                                            | Split the Difference | Номинация                        |                     |
| «Спутник»                                   | «Лучший монтаж»                                           | Сандра Адэр          | Номинация                        |                     |
| Круг кинокритиков Нью-Йорка                 | «Лучший фильм»                                            |                      | Победа                           |                     |
| Круг кинокритиков Нью-Йорка                 | «Лучшая режиссёрская работа»                              | Ричард Линклейтер    | Победа                           |                     |
| Круг кинокритиков Нью-Йорка                 | «Лучшая женская роль второго плана»                       | Патрисия Аркетт      | Победа                           |                     |
| Ассоциация кинокритиков Лос-Анджелеса       | «Лучший фильм»                                            |                      | Победа                           |                     |
| Ассоциация кинокритиков Лос-Анджелеса       | «Лучшая режиссёрская работа»                              | Ричард Линклейтер    | Победа                           |                     |
| Ассоциация кинокритиков Лос-Анджелеса       | «Лучшая женская роль»                                     | Патрисия Аркетт      | Победа                           |                     |
| Ассоциация кинокритиков Лос-Анджелеса       | «Лучший монтаж»                                           | Сандра Адэр          | Победа                           |                     |
| Общество кинокритиков Бостона               | «Лучший фильм»                                            |                      | Победа                           |                     |
| Общество кинокритиков Бостона               | «Лучшая режиссёрская работа»                              | Ричард Линклейтер    | Победа                           |                     |
| Общество кинокритиков Бостона               | «Лучший актёрский состав»                                 |                      | Победа                           |                     |
| Общество кинокритиков Бостона               | «Лучший сценарий»                                         | Ричард Линклейтер    | Победа (совместно с «Бёрдмэном») |                     |
| Общество кинокритиков Бостона               | «Лучший монтаж»                                           | Сандра Адэр          | Победа                           |                     |
| Ассоциация кинокритиков Вашингтона          | «Лучший фильм»                                            |                      | Победа                           |                     |
| Ассоциация кинокритиков Вашингтона          | «Лучшая режиссёрская работа»                              | Ричард Линклейтер    | Победа                           |                     |
| Ассоциация кинокритиков Вашингтона          | «Лучшая женская роль второго плана»                       | Патрисия Аркетт      | Победа                           |                     |
| Ассоциация кинокритиков Вашингтона          | «Лучший юный актёр»                                       | Эллар Колтрейн       | Победа                           |                     |
| Премия Гильдии киноактёров США              | «Лучшая мужская роль второго плана»                       | Итан Хоук            | Номинация                        |                     |
| Премия Гильдии киноактёров США              | «Лучшая женская роль второго плана»                       | Патрисия Аркетт      | Победа                           |                     |
| Премия Гильдии киноактёров США              | «Лучший актёрский состав»                                 |                      | Номинация                        |                     |
| Круг кинокритиков Сент-Луиса                | «Лучший фильм»                                            |                      | Победа                           |                     |
| Круг кинокритиков Сент-Луиса                | «Лучшая женская роль второго плана»                       | Патрисия Аркетт      | Победа                           |                     |
| Круг кинокритиков Сан-Франциско             | «Лучший фильм»                                            |                      | Победа                           |                     |
| Круг кинокритиков Сан-Франциско             | «Лучшая режиссёрская работа»                              | Ричард Линклейтер    | Победа                           |                     |
| Круг кинокритиков Сан-Франциско             | «Лучшая женская роль второго плана»                       | Патрисия Аркетт      | Победа                           |                     |
| Круг кинокритиков Сан-Франциско             | «Лучший монтаж»                                           | Сандра Адэр          | Победа                           |                     |
| Круг кинокритиков Канзаса                   | «Лучшая режиссёрская работа»                              | Ричард Линклейтер    | Победа                           |                     |
| Круг кинокритиков Канзаса                   | «Лучшая женская роль второго плана»                       | Патрисия Аркетт      | Победа                           |                     |
| «Выбор критиков»                            | «Лучший фильм»                                            |                      | Победа                           |                     |
| «Выбор критиков»                            | «Лучшая режиссёрская работа»                              | Ричард Линклейтер    | Победа                           |                     |
| «Выбор критиков»                            | «Лучшая мужская роль второго плана»                       | Итан Хоук            | Номинация                        |                     |
| «Выбор критиков»                            | «Лучшая женская роль второго плана»                       | Патрисия Аркетт      | Победа                           |                     |
| «Выбор критиков»                            | «Лучший молодой актёр»                                    | Эллар Колтрейн       | Победа                           |                     |
| «Выбор критиков»                            | «Лучший актёрский состав»                                 |                      | Номинация                        |                     |
| «Выбор критиков»                            | «Лучший оригинальный сценарий»                            | Ричард Линклейтер    | Номинация                        |                     |
| «Выбор критиков»                            | «Лучший монтаж»                                           | Сандра Адэр          | Номинация                        |                     |
| Ассоциация кинокритиков Остина              | «Лучший фильм»                                            |                      | Победа                           |                     |
| Ассоциация кинокритиков Остина              | «Лучшая режиссёрская работа»                              | Ричард Линклейтер    | Победа                           |                     |
| Ассоциация кинокритиков Остина              | «Лучшая женская роль второго плана»                       | Патрисия Аркетт      | Победа                           |                     |
| Ассоциация кинокритиков Остина              | «Лучший фильм об Остине»                                  |                      | Победа                           |                     |
| Ассоциация кинокритиков Чикаго              | «Лучший фильм»                                            |                      | Победа                           |                     |
| Ассоциация кинокритиков Чикаго              | «Лучшая режиссёрская работа»                              | Ричард Линклейтер    | Победа                           |                     |
| Ассоциация кинокритиков Чикаго              | «Лучшая женская роль второго плана»                       | Патрисия Аркетт      | Победа                           |                     |
| Национальное общество кинокритиков США      | «Лучшая режиссёрская работа»                              | Ричард Линклейтер    | Победа                           |                     |
| Национальное общество кинокритиков США      | «Лучшая женская роль второго плана»                       | Патрисия Аркетт      | Победа                           |                     |
| Гильдия монтажёров США                      | «Лучший монтаж (драматический фильм)»                     | Сандра Адэр          | Номинация                        |                     |
| Гильдия продюсеров США                      | «Лучший фильм»                                            |                      | Номинация                        |                     |
| Гильдия сценаристов США                     | «Лучший оригинальный сценарий»                            | Ричард Линклейтер    | Номинация                        |                     |
| Гильдия костюмеров США                      | «Лучший дизайн костюмов в фильме на современную тематику» | Кари Перкинс         | Номинация                        |                     |
| BAFTA                                       | «Лучший фильм»                                            |                      | Победа                           |                     |
| BAFTA                                       | «Лучшая режиссёрская работа»                              | Ричард Линклейтер    | Победа                           |                     |
| BAFTA                                       | «Лучшая мужская роль второго плана»                       | Итан Хоук            | Номинация                        |                     |
| BAFTA                                       | «Лучшая женская роль второго плана»                       | Патрисия Аркетт      | Победа                           |                     |
| BAFTA                                       | «Лучший оригинальный сценарий»                            | Ричард Линклейтер    | Номинация                        |                     |
| «Оскар»                                     | «Лучший фильм»                                            |                      | Номинация                        |                     |
| «Оскар»                                     | «Лучшая режиссёрская работа»                              | Ричард Линклейтер    | Номинация                        |                     |
| «Оскар»                                     | «Лучшая мужская роль второго плана»                       | Итан Хоук            | Номинация                        |                     |
| «Оскар»                                     | «Лучшая женская роль второго плана»                       | Патрисия Аркетт      | Победа                           |                     |
| «Оскар»                                     | «Лучший оригинальный сценарий»                            | Ричард Линклейтер    | Номинация                        |                     |
| «Оскар»                                     | «Лучший монтаж»                                           | Сандра Адэр          | Номинация                        |                     |